# سید قدمیار حسینی
سید قدمیار حسینی (۱۲۷۲ در بکتر سفلی - ۶ تیر ۱۳۹۳ بکتر سفلی) و اصالتاً اهل قوم لک و لکستان است. روای راستین مکتب تنبور صحنه، کلام‌خوان، نوازنده و مقام‌دان پیشکسوت ساز تنبور بود. او بیش از ۱۲۰ سال زندگی کرد و به همین دلیل از او با عنوان «پیر تنبور» و «کهنسال‌ترین نوازندهٔ تنبور» یاد می‌شد.

## زندگی
سید قدمیار حسینی در روستای بکتر سفلی در شهرستان صحنه در استان کرمانشاه در خانواده‌ای از پیران یارسان به دنیا آمد. او آموختن و نواختن تنبور را از سن ۱۰ سالگی نزد پدرش سید تاریمراد آغاز کرد؛ و تنبورنوازی و خوانندگی مقام‌ها را از وی و همچنین از عمویش سید بابا حسین و برادر بزرگترش سید سلمان آموخت. پس از مدتی برای تکمیل دانش خود در زمینهٔ تنبورنوازی نزد آقاسید نصرالدین خاموشی جیحون‌آبادی رفت و سال‌های نزد او به یادگیری پرداخت. او دربارهٔ سیدنصرالدین می‌گوید:
«من نزد سید نصرالدین خاموشی می‌رفتم تا تنبور را به صورت حرفه‌ای یاد بگیرم، او روزی من را صدا کرد و یک تنبور ساخته استاد خداوردی که یکی از مهم‌ترین سازندگان تنبور بود به من هدیه داد و گفت: تو در این ساز مهارت بسیاری پیدا کردی و استاد شده‌ای و این را به عنوان هدیه به تو می‌دهم.»
در شناسنامهٔ سید قدمیار حسینی، سال ۱۲۸۷ قید شده‌بود، اما به گفتهٔ خودش این شناسنامه در ۱۵ سالگی برای او صادر شده بود و او می‌باید متولد ۱۲۷۲ بوده‌باشد. سید قدمیار حسینی با نوازندگان قدیمی تنبور در شرق استان کرمانشاه همچون سید امرالله شاه‌ابراهیمی، درویش امیر حیاتی، حسین روح‌تافی، سید احمد حسینی، سید الماس حسینی، سیدالیاس حسینی، و سید آقامراد حسینی هم‌دوره بوده است.
سید قدمیار حسینی ۲ برادر به نام‌های سلمان و سید آقایار، و ۶ خواهر به نام‌های قدم‌ناز، خانم‌ناز، ملک‌ناز، شاهزاده، فخری و کوکب داشت. او در ۲۶ سالگی با دخترعمویش که ۲۰ سال داشت ازدواج کرد و حاصل این ازدواج یک پسر به نام سید مؤمن حسینی بود. همسر او در سال ۱۳۶۳ درگذشت و او در ادامهٔ عمرش دیگر ازدواج نکرد.
قدمیار حسینی تا پایان عمرش در روستای مادریش بکتر سفلی از توابع شهرستان صحنه در استان کرمانشاه زندگی کرد و در همان‌جا نیز درگذشت. او بنا بر وصیتش در قبرستان روستای بکتر به خاک سپرده شد.
سید قدمیار حسینی شاگردان بسیاری را در زمینهٔ نوازندگی تنبور پرورش داد. از جمله شاگران او می‌توان به چون کیخسرو پورناظری و علی اکبر مرادی و سید سلمان حسینی اشاره کرد.

## اجرا در جشنوارهٔ موسیقی نواحی
سید قدمیار حسینی بنا بر اعتقاداتش هرگز بر روی سن اجرای موسیقی حاضر نشد. با این حال او در هفتمین جشنوارهٔ موسیقی نواحی برای نخستین بار در اجرایی عمومی به تکنوازی تنبور پرداخت و قطعاتی با عنوان ته‌رز، کاکاره‌دایی، بابافه‌قیهی، "شاخوه‌شینی و له‌یلی و مه‌جنوون را اجرا کرد.

## سبک تنبورنوازی
عبدالرضا مجدی پژوهشگر موسیقی و نوازنده معتقد است که سبک موسیقایی روستای بکتر که چندین نسل به صورت ممتد ادامه داشته است، سبکی خاص بوده و رپرتوار موسیقی این منطقه نسبت به ناحیه گوران و صحنه استقلال نسبی دارد. او معتقد است که سید قدمیار حسینی معرف خوبی برای این سبک بوده و در سیر تحول موسیقی از روستاهای کوهپایهٔ دالاخانی به روستای کنونی بکتر نقش مؤثری ایفا کرده است و قطعات نواخته‌شده توسط او این تفاوت را نشان می‌دهد.

## عقاید در مورد تنبورنوازی
به باور سید قدمیار حسینی تغییرات شکل ظاهری تنبورها و همچنین شیوهٔ تنبورنوازی در نسل‌های اخیر، سبب شده تا تأثیر معنوی و صدادهی و شفافیتی که در نوازندگی نسل‌های گذشته وجود داشت، دیگر شنیده نشود. او افزایش طول دستهٔ سازها، تغییر شکل کاسه، افزایش تعداد سیم‌ها از ۲ سیم به ۳ سیم، و افزایش تعداد پرده‌ها از ۱۳ پرده به ۱۴ پرده را در این تغییرات مؤثر می‌دانست که در نتیجهٔ آن صدای حسی و سوزناک تنبور دچار تغییر شده است.
او همچنین در رابطه با آموزش تنبور نیز باور داشت که در گذشته آموزش تنبور توسط استاد با پرورش رفتار درست و اخلاق نیکو عجین بود و در هر کلاس درس علاوه بر نواختن تنبور، اخلاق هم تدریس می‌شده است. او باور داشت که اگر عشق نباشد انسان چیزی را یادنمی‌گیرد در هر کاری عشق اهمیت بسیاری دارد.

## مراسم بزرگداشت
روز چهارشنبه ۲۲ مرداد ماه ۱۳۹۳ مراسم بزرگداشتی برای سید قدمیار حسینی با عنوان «آیین سپاس پیر تنبور ایران» در فرهنگسرای ارسباران تهران برگزار شد. در این مراسم نوازندگان و موسیقی‌دانانی همچون بهمن کاظمی و عبدالرضا مجدی سخنرانی کردند و سید محمد ذوالنور، سید آرش شهریاری، و یحیی رعنایی به تکنوازی تنبور و بخشی حسین ولی‌نژاد به تکنوازی دوتار پرداختند و همچنین سید سلمان حسینی و سید سیاوش یادگاری نیز به اجرای تنبور و آواز پرداختند. در این مراسم همچنین فیلمی کوتاه دربارهٔ زندگی سید قدمیار حسینی به نمایش درآمد.

## فیلم مستند و انتشار آثار
یک فیلم مستند از زندگی سید قدمیار حسینی توسط مریم بخشی و دامون شش بلوکی ساخته شده است. فیلم مستند دیگری نیز چندین سال پس از مرگ وی توسط عارف محمدی با نام «آواز خدا» ساخته شده است. همچنین دو اثر صوتی نیز از آثار این تنبورنواز قرار است از سوی نشر ماهور راهی بازار شود.